# Лондо, Люсьен
Люсьен Лондо (фр. Lucien Londot) — бельгийский футболист, бронзовый призёр летних Олимпийских игр 1900.
На Играх 1900 в Париже Лондо входил в состав бельгийской команды. Его сборная, проиграв в единственном матче Франции, заняла третье место и получила бронзовые медали.